# Лопес Альварес, Адриан
Адриа́н Ло́пес (исп. Adrián López Álvarez; 8 января 1988, Тьерга, Испания) — испанский футболист, центральный нападающий.

## Клубная карьера

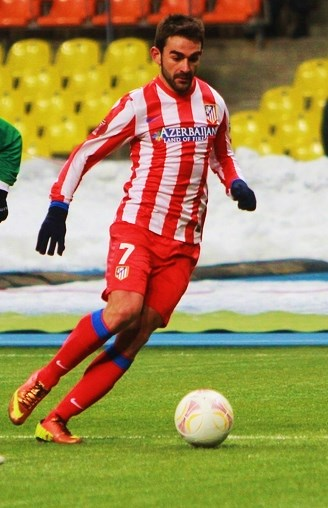
Лопес в составе «Атлетико Мадрид»

Является воспитанником футбольной школы «Овьедо», за который он и дебютировал в качестве профессионала в сезоне 2005/2006, сыграв за клуб 26 матчей в Сегунде. В 2006 году на правах свободного агента (поскольку Адриан не имел профессионального контракта в «Овьедо») нападающий перешёл в «Депортиво» из Ла-Коруньи. Позже галисийцы выплатили бывшему клубу Лопеса компенсанцию около 330 тыс. евро. В «Депортиво» Лопес провел пять лет, сыграв в 92 матчах и забив 13 мячей. В этот период он на правах аренды выступал за «Алавес» и «Малагу». После вылета «Депортиво» из Ла Лиги в сезоне 2010/11 Адриан решил покинуть клуб и на правах свободного агента перешёл в «Атлетико Мадрид».

## Статистика

### За «Депортиво»
Ла Лига
| Сезон   | Игр сыграно | Игры со старта | Минуты | Жёлтые карточки | Красные карточки | Голы |
| ------- | ----------- | -------------- | ------ | --------------- | ---------------- | ---- |
| 2006/07 | 15          | 6              | 750    | 2               | 0                | 1    |
| 2007/08 | 7           | 3              | 301    | 1               | 0                | 0    |
| 2009/10 | 34          | 25             | 2,092  | 1               | 0                | 4    |
| Итог    | 56          | 34             | 3,143  | 4               | 0                | 5    |

Кубок Испании
| Сезон   | Игр сыграно | Игры со старта | Минуты | Жёлтые карточки | Красные карточки | Голы |
| ------- | ----------- | -------------- | ------ | --------------- | ---------------- | ---- |
| 2006/07 | 6           | 6              | 453    | 0               | 0                | 1    |
| 2007/08 | 1           | 1              | 82     | 0               | 0                | 0    |
| 2009/10 | 5           | 1              | 208    | 0               | 0                | 0    |
| Итог    | 12          | 8              | 743    | 0               | 0                | 1    |

#### Игры за «Атлетико Мадрид»
Ла Лига
| Сезон   | Игр сыграно | Игры со старта | Минуты | Жёлтые карточки | Красные карточки | Голы |
| ------- | ----------- | -------------- | ------ | --------------- | ---------------- | ---- |
| 2011/12 | 36          | 27             | 2513   | 3               | 0                | 7    |
| Итог    | 36          | 27             | 2513   | 3               | 0                | 7    |

Кубок Испании
| Сезон   | Игр сыграно | Игры со старта | Минуты | Жёлтые карточки | Красные карточки | Голы |
| ------- | ----------- | -------------- | ------ | --------------- | ---------------- | ---- |
| 2011/12 | 2           | 2              | 180    | 0               | 0                | 1    |
| Итог    | 2           | 2              | 180    | 0               | 0                | 1    |

Лига Европы
| Сезон   | Игр сыграно | Игры со старта | Минуты | Жёлтые карточки | Красные карточки | Голы |
| ------- | ----------- | -------------- | ------ | --------------- | ---------------- | ---- |
| 2011/12 | 19          | 17             | 1371   | 0               | 0                | 11   |
| Итог    | 19          | 17             | 1371   | 0               | 0                | 11   |

## Карьера в сборной
25 мая 2012 года Адриан был включен тренером сборном Испании Висенте Дель Боске в расширенный список сборной на Евро-2012. 26 мая сыграл в товарищеской игре против сборной Сербии и отличился голом на 64 минуте.
| Команда       | Игры | Забито голов |
| ------------- | ---- | ------------ |
| Испания до 21 | 11   | 7            |
| Испания до 19 | 3    | 3            |
| Итого:        | 14   | 10           |

## Достижения
Атлетико Мадрид
- Победитель Лиги Европы: 2012
- Обладатель Суперкубка УЕФА: 2012
- Обладатель Кубка Испании: 2013
- Чемпион Испании: 2013/14
- Финалист Лиги чемпионов УЕФА: 2013/14